# Commodore 64 Games System
Commodore 64 Games System, a volte abbreviato come C64GS, è una console prodotta da Commodore nel 1990 e commercializzata nella sola Europa. Si basa sull'hardware del computer Commodore 64.

## Descrizione

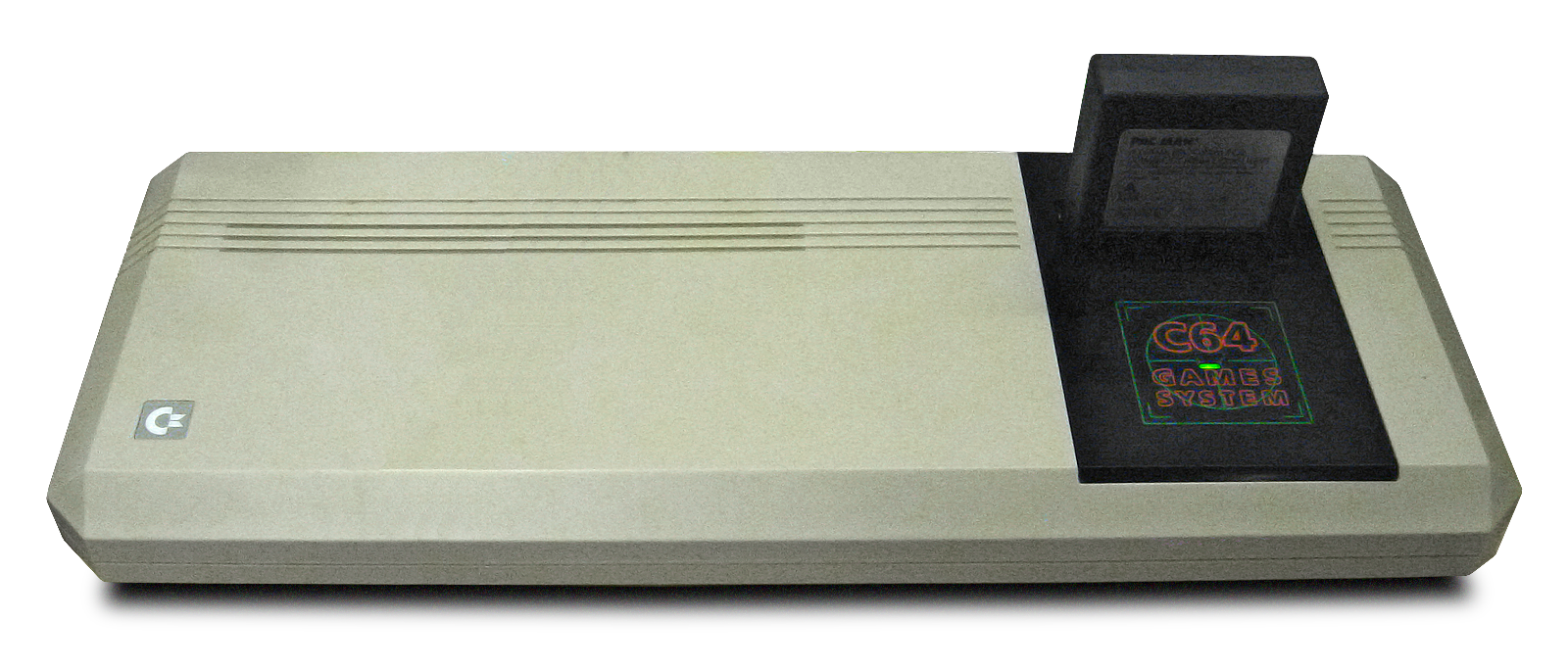
C64GS con una cartuccia inserita

Come dice il nome stesso, l'hardware della console è basato su quello del Commodore 64, del quale condivide praticamente tutto a esclusione della tastiera e delle porte di espansione; queste ultime in realtà sono presenti sulla scheda madre (una ASSY 250469 come quella dei C64C), ma non sono normalmente utilizzabili per la conformazione del case e per la mancanza di vari componenti elettronici.
Per diverse ragioni, il C64GS ha ottenuto uno scarso successo di vendite. Entro un anno e mezzo dal lancio i prezzi crollarono, nel Regno Unito da £99 fino a £19,99. Si stimano circa 20 000 unità vendute, su 80 000 che vennero prodotte. Delle console invendute vennero riutilizzati i componenti per produrre computer Commodore 64C.

## Le ragioni dell'insuccesso
Il C64GS ha conosciuto scarso successo per diversi motivi:
- Scarsa libreria di software: la maggior parte del software del Commodore 64 mal si adattava a essere convertito per l'uso sul GS, data la mancanza di una tastiera e l'uso degli stessi joystick a un solo pulsante; infatti molti titoli richiedevano la pressione di almeno un tasto, oltre al pulsante di sparo presente sul joystick, per essere utilizzati correttamente. Per questo motivo alcune case come Ocean Software, Codemasters, System 3, Microprose e Domark cominciarono a scrivere titoli appositamente per il GS, o a modificare quelli esistenti, ma erano comunque una piccola parte di quelli già disponibili per il C64.
- Prezzo: il Commodore 64 era uscito nel 1982, e il prezzo del suddetto home computer era col tempo sceso a prezzi ben più economici, rispetto alle 99,99£ del GS; gli stessi videogiochi su cassetta erano molto meno costosi di quelli su cartuccia, e questi ultimi potevano essere usati anche sul normale C64.
- Tecnologia obsoleta: l'hardware, che aveva ormai 8 anni sulle spalle, non poteva competere con i ben più potenti sistemi a 16 bit che stavano contemporaneamente affacciandosi sul mercato, come Sega Mega Drive e Super Nintendo; inoltre erano già presenti Nintendo Entertainment System e Sega Master System.

## Caratteristiche tecniche
- Microprocessore:
  - MOS Technology 8500
  - Velocità clock: 0,985 MHz (PAL)
- RAM:
  - 64 kB (65536 byte).
  - 0,5 KB Color RAM
- ROM:
  - 20 KB
- Video: MOS Technology VIC-II MOS 8569 (PAL)
  - 16 colori
  - Modalità testuale: 40×25;
  - Modalità bitmap: 320×200, 160×200 (multicolor)
  - 8 sprite hardware, 24×21 pixel
- Sonoro: MOS 8580 "SID"
  - 3 voci, ADSR programmabile.

## Videogiochi
La Commodore aveva previsto l'uscita di circa 100 giochi per C64GS già entro Natale 1990, ma le pubblicazioni effettive furono molte meno.
Si tratto perlopiù di adattamenti di giochi già usciti per il Commodore 64.
Inclusa con la console stessa c'era una cartuccia contenente quattro riedizioni: Fiendish Freddy, Flimbo's Quest, International Soccer e Klax.
Gli altri titoli ufficialmente etichettati come per C64GS, pubblicati soprattutto dalla Ocean Software, furono approssimativamente i seguenti:
- Badlands
- Battle Command
- Batman: The Movie
- Chase H.Q. 2
- Cyberball
- Double Dragon
- FunPlay compilation (riedizioni: Fast Food Dizzy, Pro Skateboard Simulator, Pro Tennis Simulator)
- Gyruss
- Last Ninja Remix
- Leader Board
- Moon Patrol
- Myth: History in the Making
- Narco Police
- Navy Seals
- Pang
- PowerPlay compilation (riedizioni: Rick Dangerous, Stunt Car Racer e Microprose Soccer outdoor)
- RoboCop 2
- RoboCop 3
- Shadow of the Beast
- Space Gun
- Terminator 2: Judgment Day
- Toki
- Vindicators

Comunque le cartucce uscite per il Commodore 64 sono compatibili con la console, purché il programma non faccia uso della tastiera; e le cartucce per la console sono compatibili con il Commodore 64/128, a eccezione di alcune delle prime uscite, a causa della differenza nella forma dell'involucro.
Secondo la rivista Retro Gamer i tre migliori titoli sono Battle Command, Toki e la raccolta PowerPlay.